# Xinas
Xinas (em árabe: شناص; romaniz.: Shināṣ) é uma cidade da província de Batina Setentrional e capital do vilaiete de Xinas, no Omã. De acordo com o censo de 2010, tinha 3 219 habitantes. Compreende uma área de 3,7 quilômetros quadrados.